# Josep Oriol Sabater Coca
Josep Oriol Sabater Coca (Guinea, 1953) és un professor de dibuix i comissari d'exposicions català.
Fill del reconegut etòleg Jordi Sabater i Pi i de Núria Coca Estadella, va viure a Guinea fins als 15 anys i va anar a l'escola a la missió catòlica dels claretians, on blancs i negres estudiàven junts. Amb la independència de Guinea, el 1968, amb la seva família, va tornar a Barcelona. Descobrí l'origen de la seva vocació a la Guinea Equatorial dels anys 50 i 60, on el seu pare, un científic reconegut internacionalment pels seus descobriments sobre les eines dels ximpanzés i la cultura de tribus com la dels Fang, conegut especialment per portar el goril·la Floquet de Neu a Barcelona, observava i dibuixava la naturalesa amb esperit científic. Al costat del pare sempre portava la seva llibreta de dibuix, i d'aquí va néixer la seva necessitat de dibuixar. Ell fou qui li inculcà aquella actitud d'observació i d'anàlisi pacient.
Oriol Sabater es convertí en professor de dibuix, una professió que va exercir durant trenta-nou anys a Escola de la Llotja de Barcelona. L'any 2019 comissarià l'exposició "L'art de la ciència al Museu d'Història de Catalunya", que recollí una selecció dels dibuixos de Sabater Pi, incloses els seus singulars quaderns de camp.